# Sport Lisboa e Benfica (beach soccer)
Pour le club omnisport, voir Sport Lisboa e Benfica (omnisports).
Maillots
Le Sport Lisboa e Benfica est un club portugais omnisports. Cet article est consacré à sa section beach soccer.
Benfica est le seul club avec Vitória Setúbal à avoir remporté deux titres lors de la première version du Championnat du Portugal de beach soccer.

## Palmarès
- Ligue du Portugal (2005-2010) : 2
  - Champion en 2006 et 2007
- Championnat du Portugal (depuis 2010)
  - Vice-champion en 2010